# Dymaxion

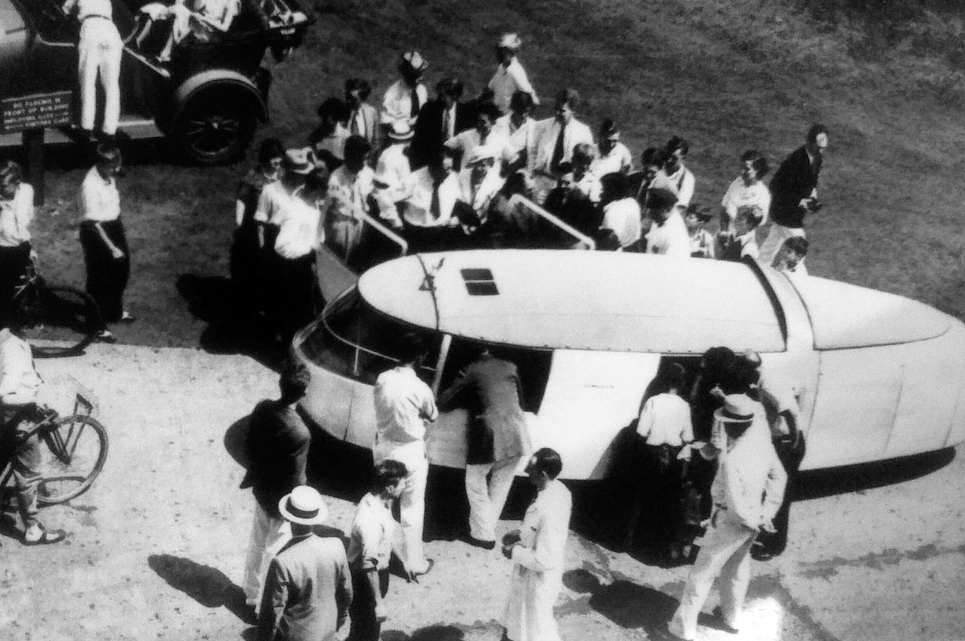
Dymaxion

Dymaxion – prototyp opływowego mikrobusu o niskim zużyciu paliwa, powstał w 1933. Powstały jedynie trzy jego egzemplarze i czwarty jako replika w 2010. Ten typ samochodu wymyślił wspólnie ze Starlingiem Burgessem i zbudował z darowizn i swoich śrdodków Buckminster Fuller. Samóchód został wyróżniony na Światowych Targach 1933/1934 w Chicago, ale nigdy nie wszedł do seryjnej produkcji.
Samochód Dymaxion mógł pomieścić dwunastu pasażerów, jechać 120 mil na godzinę i zużywał połowę benzyny ówczesnych samochodów, wykorzystując konstrukcję aerodynamiczną i tylko trzy koła. Podczas demonstracji inwestorom samochód rozbił się zabijając kierowcę. Chociaż później ustalono, że wypadek nie był winą samochodu, nigdy Fuller nie był w stanie znaleźć odpowiedniego źródła finansowania.

## Dane techniczne
Spalał 7,8 l paliwa na 100 km. Mógł zabrać 11 osób i rozwijał prędkość 193km/h. Miał 2 koła z przodu i jedno z tyłu. Napęd był na przednie koła. Tylne koło było skrętne.

### Wymiary
Miał około 6 metrów długości, mimo to charakteryzował się niezwykłym promieniem skrętu. Potrafił zawrócić na odcinku krótszym niż własna długość.

## Replika
Replika Foster Dymaxion została zbudowana w październiku 2010 przez architekta i studenta Buckminster Fullera, Sir Normana Fostera. Zespół Fostera przeprowadził szeroko zakrojone badania w celu odtworzenia jego wnętrza, które uległo całkowitemu zniszczeniu na jedynym zachowanym prototypie i nie było dobrze udokumentowane. Foster pożyczył prototyp 2 pod warunkiem, że odrestauruje również jego wnętrze. Prototyp 2 został wysłany do Wielkiej Brytanii w celu wykonania prac renowacyjnych przed powrotem do National Automobile Museum w Reno w stanie Nevada.

## Galeria

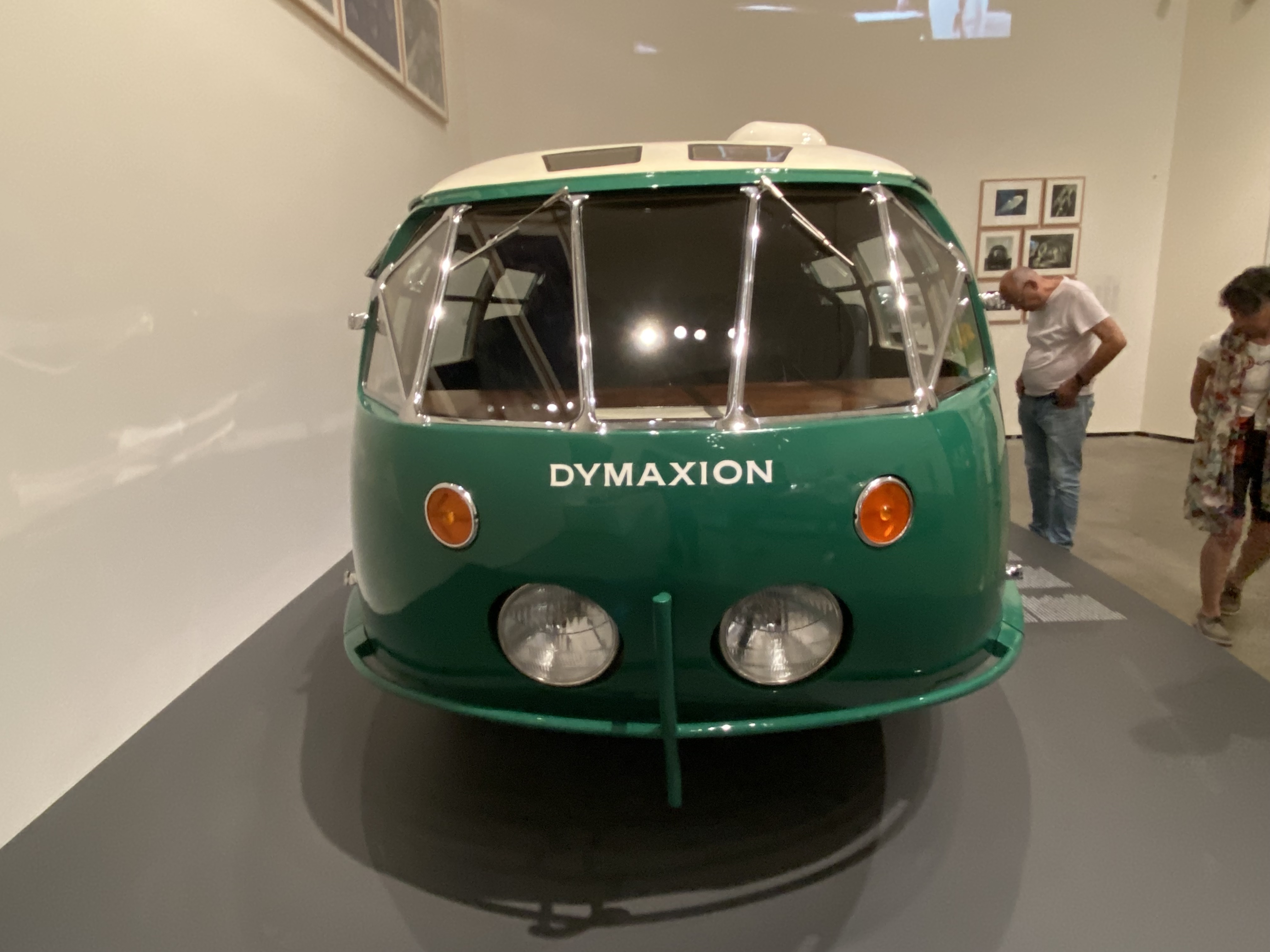
Dymaxion (2010) - widok od przodu
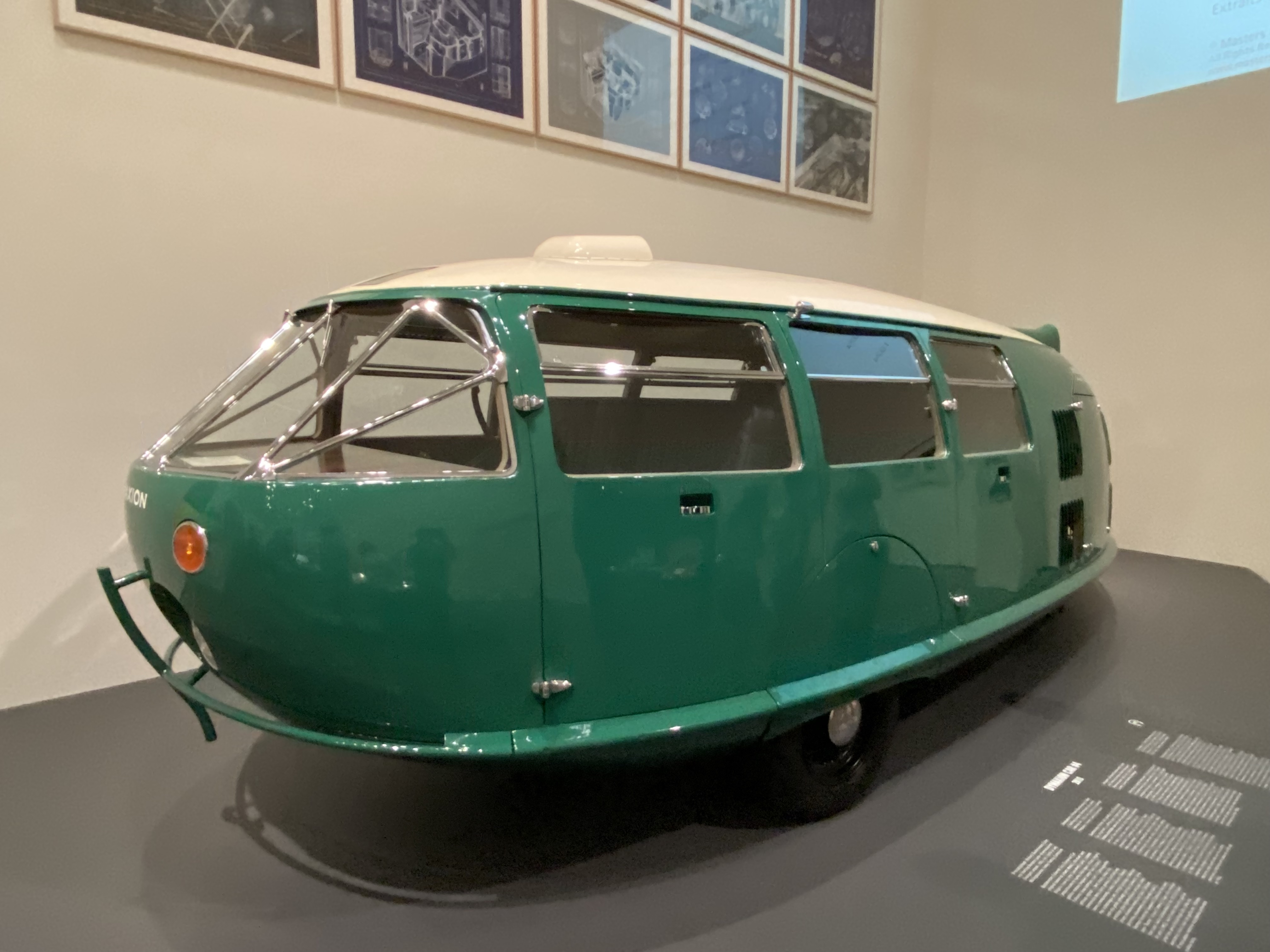
Dymaxion (2010) – widok lewego boku od przodu
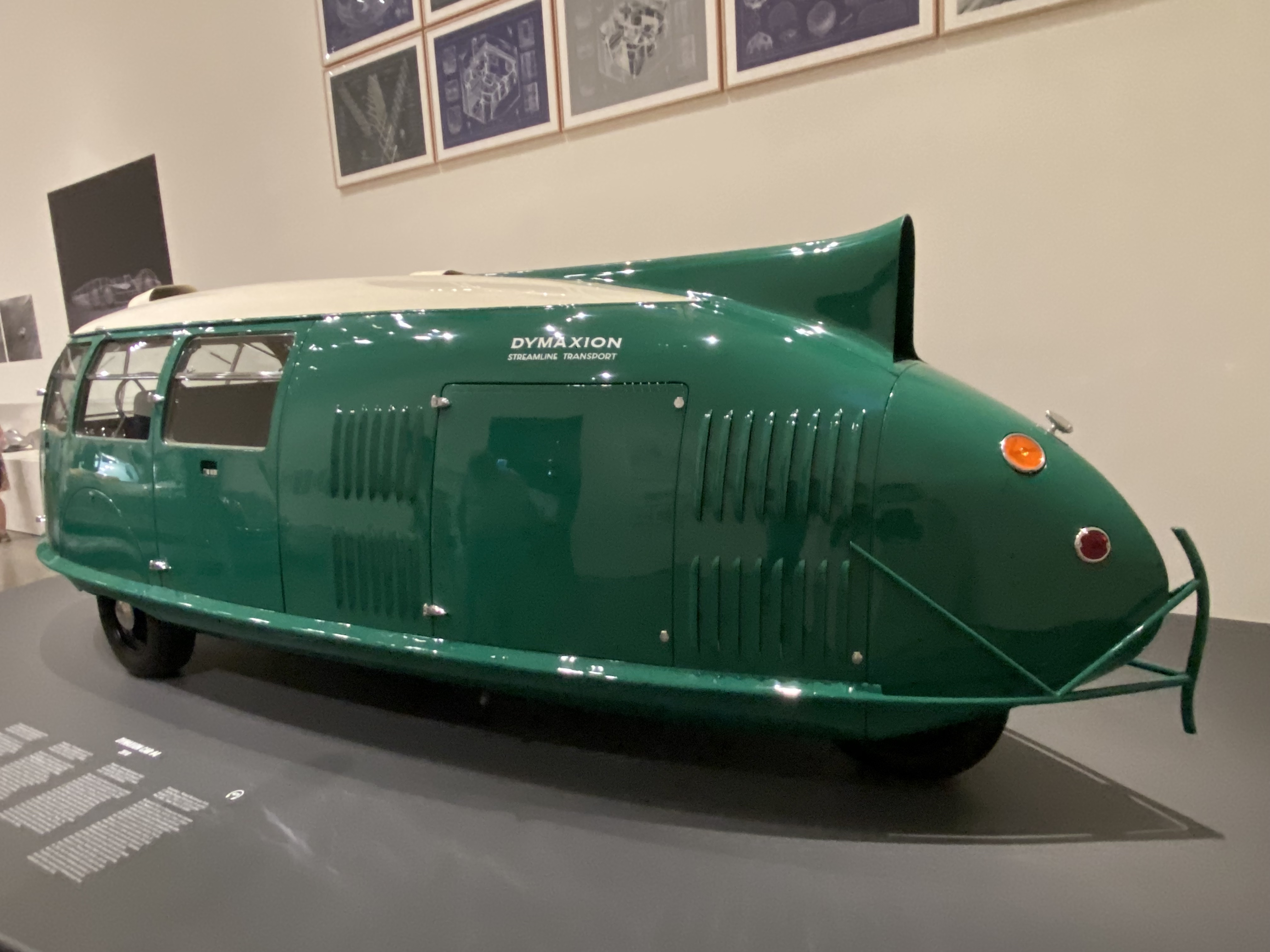
Dymaxion (2010) – widok lewego boku od tyłu
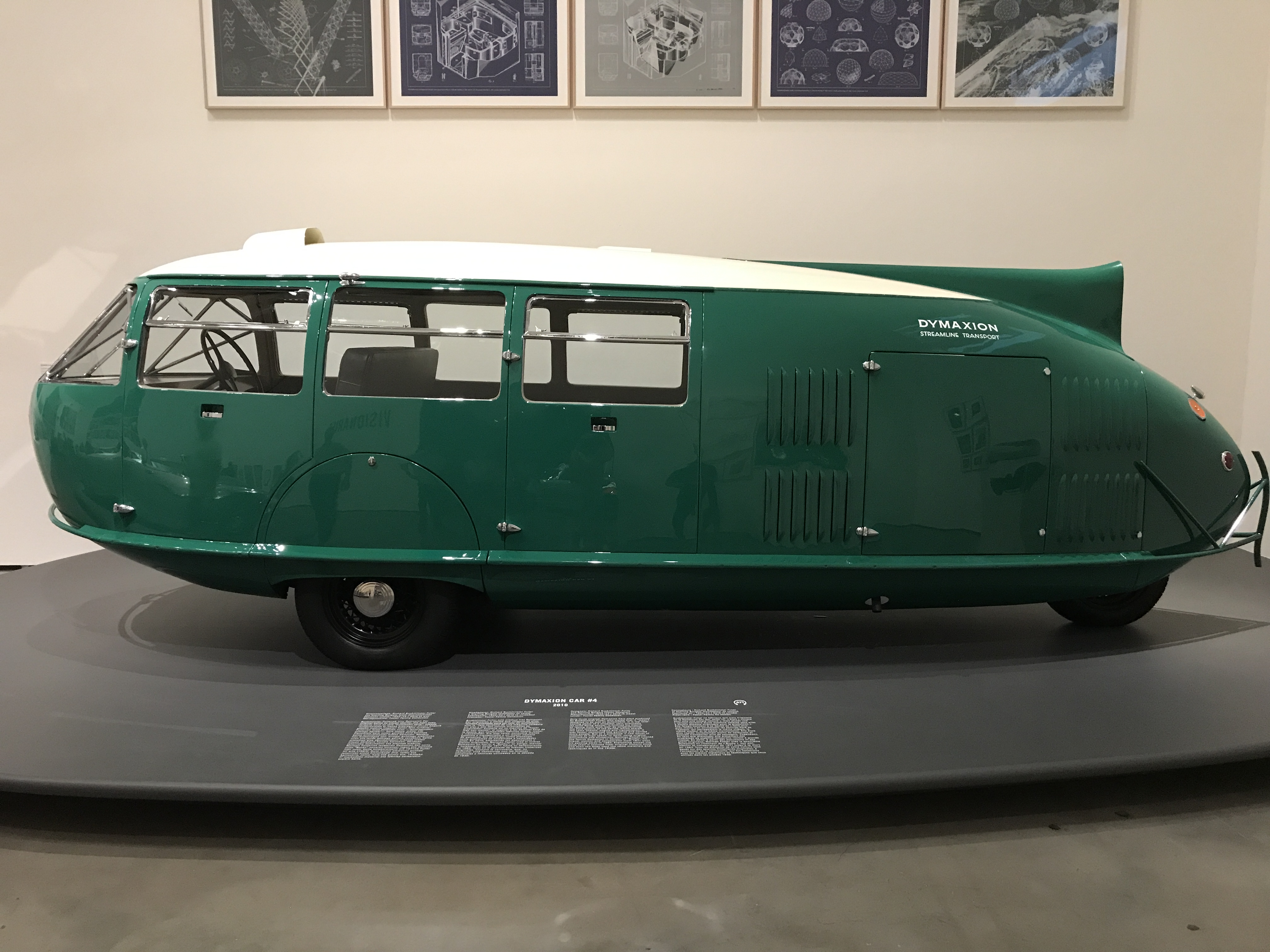
Dymaxion (2010) – lewy bok
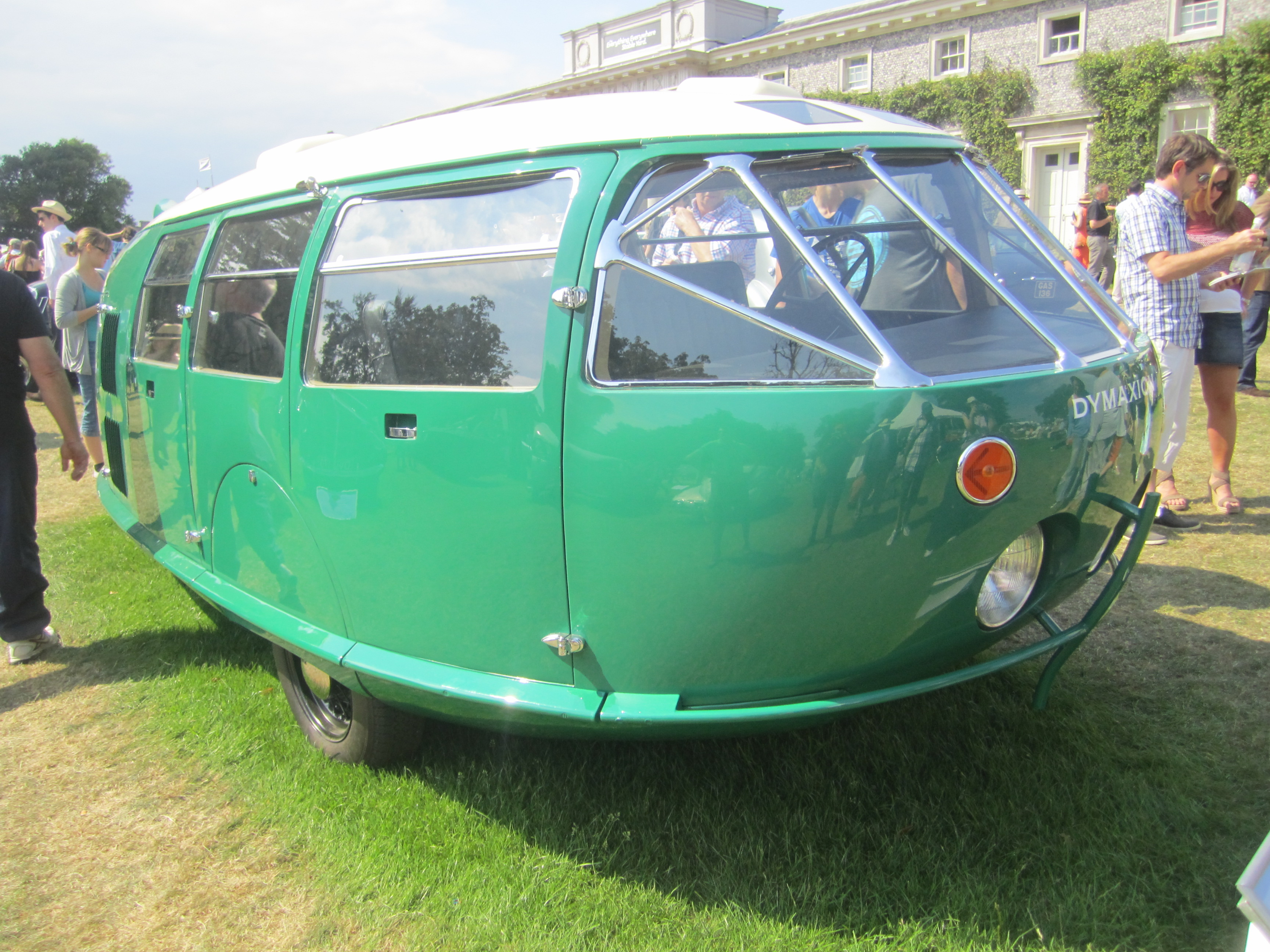
Dymaxion (2010) – widok prawego boku od przodu